# 赛德尔摄影博物馆
赛德尔摄影博物馆（Muzeum Fotoateliér Seidel）位于捷克克鲁姆洛夫莱因卡街（Linecké ulici）272号，成立于2008年，以纪念20世纪上半叶最重要的摄影师之一约瑟夫·赛德尔（Josef Seidel，1859–1935）和弗兰蒂塞克·赛德尔（František Seidel，1908-1997）父子。他们创作的摄影作品，不仅记录了风景和城市，还记录了居民的日常生活，包括20世纪上半叶捷克人和日耳曼人之间的关系。

## 历史
博物馆的创始人从摄影师约瑟夫·塞德尔（JosefSeidel）家族的继承人手中购买并重建这座房子和摄影工作室，创建博物馆。2008-2012年，博物馆藏品实现数字化。

## 建筑
这是一座新艺术风格的建筑，建于1905年。房子的底楼为接待室和制作室。二楼工作室的屋顶由波纹玻璃制成，订购自柏林夏洛滕堡。这所房子原来专为照相馆的需要而建造，业主的家人住在隔壁的260号（现在也是博物馆的一部分），直到约瑟夫·塞德尔去世后才开始住在272号。

## 收藏
展品呈现了赛德尔家族的命运变迁，奥匈帝国垮台后生活的变化，20世纪上半叶捷克人和日耳曼人在该地区共存的生活。博物馆的另一个目的是加深捷克、奥地利和德国之间的理解、和解和关系。